# Ixodes eichhorni
Ixodes eichhorni är en fästingart som beskrevs av Thomas Nuttall 1916. Ixodes eichhorni ingår i släktet Ixodes och familjen hårda fästingar.
Artens utbredningsområde är Papua Nya Guinea. Inga underarter finns listade i Catalogue of Life.